# 982
Évszázadok: 9. század – 10. század – 11. század
Évtizedek: 930-as évek – 940-es évek – 950-es évek – 960-as évek – 970-es évek – 980-as évek – 990-es évek – 1000-es évek – 1010-es évek – 1020-as évek – 1030-as évek
Évek: 977 – 978 – 979 – 980 –  981 – 982 – 983 – 984 – 985 – 986 – 987

## Események
- Vörös Erik viking hajós felfedezi Grönlandot.
- július 15. – II. Ottó német-római császár a cotronei csatában vereséget szenved a Bizánccal szövetséges araboktól.